# Manufacture royale du spalme
La Manufacture royale du spalme est une manufacture française du XVIIIe siècle fondée par un certain Jean Maille (-,5 août 1754), bourgeois de Paris, établi par lettre patente en 1750, dans le but de fournir un enduit, appelé « spalme », en remplacement du goudron de pin ou autres courrois dont on se sert alors pour calfater les navires. La famille de Maille a établi les manufactures drapières d’Elbeuf et de Louviers.
Deux ouvrages sur le sujet sont produits par Maille, en 1752, et par son gendre Besnard en 1763.

## Développements
L'invention de Maille daterait de 1718, et s'accompagnerait d'une commande pour les vaisseaux du roi, et la Compagnie française des Indes orientales. John Law devait financer le projet, qui s'effondra avec le système mis en place par Law. De nouveau essais sont produits qui lui accordent un nouveau privilège le 27 mai 1727, et qui dure jusqu'au 27 mai 1747. Un second privilège lui est accordé le 14 juin 1750 suivi l'établissement de la première manufacture de spalme à Carrières-Saint-Denis.
Le Bray sec appelé, « spalme » dont la manufacture est établie à Carrières-Saint-Denis près de Chatou aux environs de Paris est exemptée des droits de sortie des Cinq Grosses fermes le 14 juin 1750 : tous les barils qui renferment le spalme doivent être marqué d'une marque à feu qui a pour empreinte trois fleur de lys entourées de cette légende « Manufacture royale du spalme ».
Montlys et Cie en acquiert les droits pour 1 248 livres.
Les créanciers Besnard et Cie (gendre de Maillé) récupèrent l'affaire en 1757, mais la manufacture croule sous les dettes:

« Besnard fit de vains efforts pour la relever; les fonds déjà insuffisants pendant la vie de Maille manquèrent entièrement après sa mort arrivée le cinq Août 1754; on n'en eut plus que pour fournir aux frais d'un procès injuste contre son gendre & ses deux filles. On les traduisit successivement au Châtelet au Parlement & au Conseil qui renvoya la connoissance de la contestation aux Consuls pour la juger en dernier ressort. Elle fut décidée le 5 Décembre 1757. Ils se virent le même jour dégagés des entraves d une Société malheureuse & dans la pleine possession des droits dont on avoit estayé de les dépouiller. »

Un inventaire des quantités de spalme existant en France est réalisé, soit 138 742 livres; entreposées dans la manufacture de Carrières-Saint-Denis (42 108 livres) et dans les grands ports maritimes ou même fluviaux, suivant une répartition qui reflète l'importance des différents bases navales françaises, alors que la Guerre de Sept Ans va commencer:
| Marseille       | 11 060 |
| Rouen           | 10 802 |
| La Rochelle     | 9 925  |
| Rochefort       | 9 630  |
| Le Havre        | 9 253  |
| Port-au-Prince  | 6 123  |
| Nantes          | 6 009  |
| Dunkerque       | 6 000  |
| Bordeaux        | 5 253  |
| Cap-Français    | 4 251  |
| Caen            | 2 693  |
| Lyon            | 1 998  |
| Granville       | 1 995  |
| Sables-d'Olonne | 1 642  |
| Saint-Malo      | 1 618  |
| Divers          | 4 486  |

Port-au-Prince et à l'Île-à-Vache de création récente ont pris de l'importance en vue des opérations contre les Anglais. Dans l'approvisionnement de Paris, Rouen jouais un rôle de premier plan. La Rochelle et Rochefort ont une importance croissante pour la flotte coloniale et la marine de guerre. Le Havre, tend à supplanter Saint-Malo pour le commerce. « Les quantités de spalme, entreposées à Nantes, à Bordeaux et à Saint-Malo, ports déjà très anciens et très bien pourvus, ne correspondent pas à leur véritable trafic, qui s'effondra d'ailleurs dès 1757 ».
La Manufacture de spalme survit sous le même nom. Des fabriques de spalme sont par la suite établie au Pecq, à Rouen et au Havre.
En 1771, Carrières-sur-Seine n'a rien de recommandable si ce n'est la Manufacture royale du spalme, qui est un couroi mastic propre à réparer les marbres, pierres, cailloux, carreaux de terre, briques. Il garantit le fer de la rouille et s'incorpore aisément avec la taule.

## Le spalme
Un Traité des propriétés et usages du Spalme pour les bâtimens tant de mer que de terre; avec un mémoire instructif sur la manière de s'en servir. Et un tarif général pour les diférens ouvrages du Spalme est produit en 1752. Il fait état d'une redécouverte par un Jean Maillé d'un hypothétique enduit dont on aurait perdu la composition. Le nouvel enduit est soumis à la sagacité de l'Académie des sciences par l'entremise de Claude-Joseph Geoffroy et son frère Étienne; Les Certificats & Procès verbaux des Expériences datant du 22 juillet 1724, signés par Fontenelle, font état que le spalme, quoiqu'il ne soit pas incombustible, « come il s'aplique fort bien sur corps les plus durs, même sur le verre, qu'il se sèche assés vîte & s'écaille dificilement, on peut s'en servir garantir les bois de charpente à l'air ou qui trempent dans l'eau: & qu'à l'égard de la piquûre des vers, il n y a que de la navigation qui puisse assurer qu'il est préférable au goudron ordinaire. » Suivent toutes sortes de marques de reconnaissances: le spalme non seulement protège les navires en mer, se substituant même au doublage en cuivre, mais il peut dans le bâtiment aussi servir à sceller les pierres et étancher les gouttières, et en fontainerie étancher les conduites.
Le spalme remplace le courroi ordinaire, mélange de gomme, de soufre, d'huile et de suif fondus et amalgamés auquel on mêle quelquefois du verre pilé et d'autres matières. « Mais tout cela ne rend cet enduit ni plus durable ni plus propre à garantir les vaisseaux des inconvéniens qu'on veut éviter. »
L'Académie royale d'architecture par ailleurs se prononce sur l'efficacité du spalme dans la réfection des pierres des ouvrages de fontainerie.
La composition du spalme est un secret industriel. Outre l’usage qu'on en fait en marine, le spalme prouve son efficacité, pour enduire les couvertures de maisons, de granges, d'étables et pour conserver les bois qu'on met en terre, et enfin pour tenir lieu de mastic lorsqu'il s'agissait de lier marbres, pierres et métaux.
Le Dictionnaire de Trévoux dans sa dernière édition de 1777 en parle de cette manière :

« SPALME m. C'est un courroi maftic incorruptible qui devient de plus en plus solide par le temps & qui ne quitte jamais les matières auxquelles il est appliqué. Il a la propriété de s'incorporer ainsi avec les pierres, le marbre, le fer, l'airain & le verre de ne point s'écailler comme font les autres goudrons & mastics, de garantir de toute pourriture & de la piqûre des vers, les bois qui sont exposés à l'air ou qui trempent dans l'eau. Voilà du moins les propriétés de ce mastic annoncées dans les Prospectus distribués par les Intéressés à la Manufacture royale de Spalme établie à Carrières S-Denis, à trois lieues de Paris »

Joseph Morisot en 1814 en fait un mastic à fontaine, un mastic qui sert à sceller de grandes agrafes que l'on rapporte sous les tables de marbre, ainsi qu'à sceller des robinets, à faire des collets de tuyaux; il s'emploie dans toutes parties sujettes à l'humidité; il se compose avec de la poix résine (colophane) mêlée de ciment (« ciment », désigne dans le vocabulaire de Morisot les tuiles, briques ou carreaux cassés et réduits en poudre qu'on ajoute à un mortier).
« Spalme » fait son entrée dans Le Dictionnaire de l'Académie française. Sixième Édition. t. 2 de 1835, le « nom générique de toute espèce d'enduit employé à spalmer ».

## Étymologie
Le mot « spalme » dérive du verbe espalmer, terme de marine qui marque l'action de caréner ou d'enduire le dessous d'un vaisseau avec du suif, « c'est-à-dire, les dehors de la partie inférieure, depuis la quille jusqu'à la ligne d'eau, pour le faire voguer avec facilité ». Spalmer a été formé par corruption de spaltum abrégé d’asphaltum qui a donné asphalte et qui désigne premièrement un bitume naturel issu de la mer Noire et dont on enduisait autrefois les vaisseaux.

« De là ie fus tirée a la galere spalmée »

— L'Arioste (Ludovico Ariosto). Roland furieux. 1545